# Josefina Brdlíková
Josefina Brdlíková, též Josefa, rozená Mourková, (29. března 1843 Praha-Staré Město – 21. dubna 1910 Praha) byla česká překladatelka z francouzštiny, zpěvačka, klavíristka a hudební skladatelka.

## Život
Narodila se v Praze do rodiny Josefa Mourka a jeho manželky Anny, rozené Schebestové. Studovala hudbu v Paříži a Londýně. Dne 5. února 1865 se provdala za starostu města Počátky a průmyslníka Jana Brdlíka, zakladatele uhelných dehtových chemických továren.
V roce 1894 její manžel otevřel novou pobočku svého podnikání a pár se přestěhoval do Kralup nad Vltavou. Téhož roku Jan Brdlík zemřel na srdeční selhání, pohřben byl v Počátcích. Brdlíková zde žila do roku 1899, poté se vrátila do rodné Prahy, kde studovala astronomii a jazyky. Skládala, psala a překládala z francouzštiny a vystupovala jako zpěvačka a pianistka.

### Úmrtí
Zemřela v Praze 21. dubna 1910. Pohřbena byla v honosné rodinné hrobce v arkádách na Vyšehradském hřbitově.
Hrobka je pak ze všech v arkádách hřbitova jedinou, která apriorně tematizuje ženskou osobnost, včetně sochařské busty.

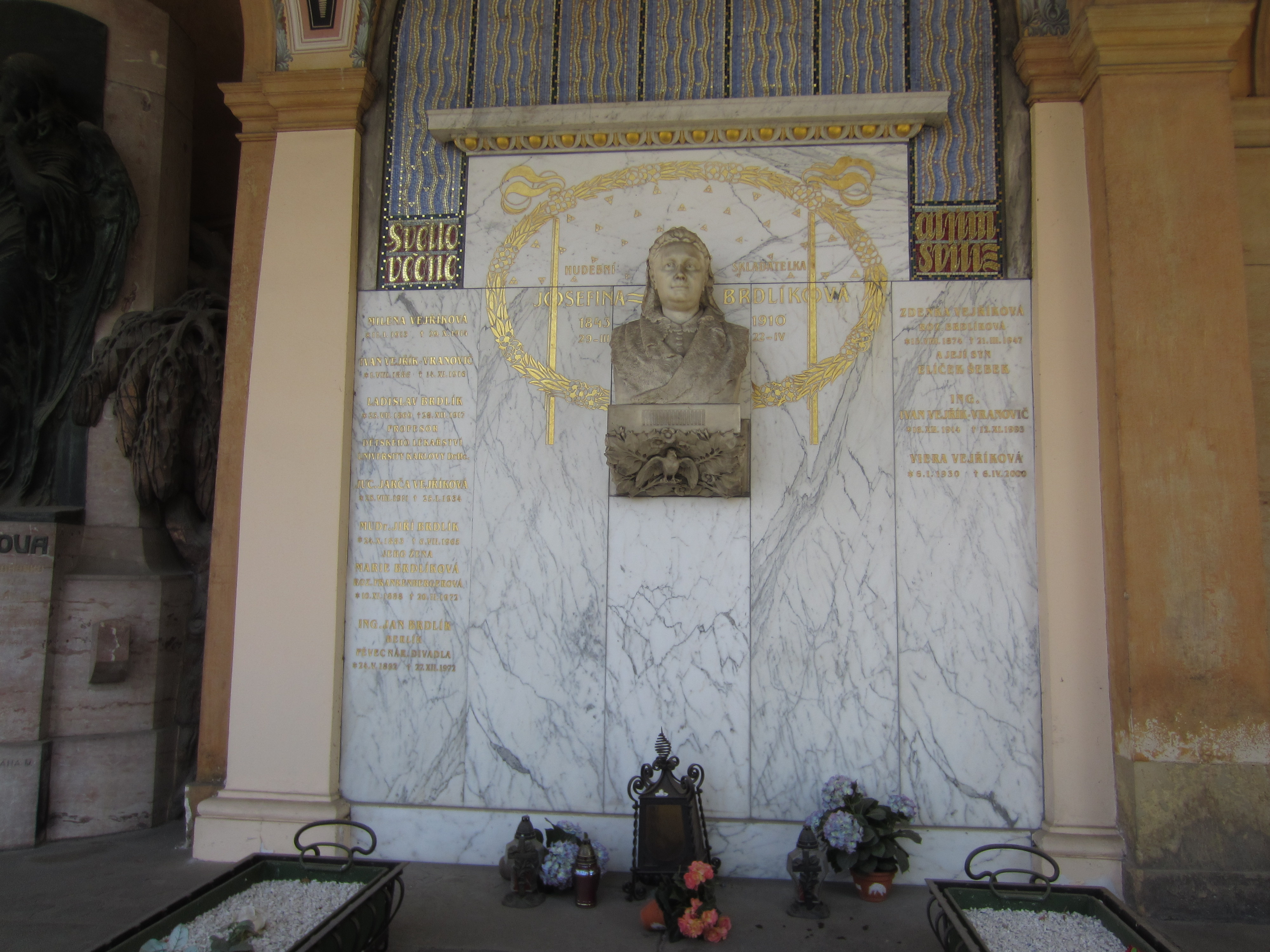
Hrobka rodiny Josefiny Brdlíkové na Vyšehradském hřbitově

### Rodina
Jejím švagrem byl počátecký starosta a poslanec Českého zemského sněmu a Říšské rady Josef Brdlík.

## Hudební dílo
- Aphorismen in Walzerform, pro klavír čtyři ruce (1897) [8]